# 791 (szám)
A 791 (római számmal: DCCXCI) egy természetes szám, félprím, a 7 és a 113 szorzata.

## A szám a matematikában
A tízes számrendszerbeli 791-es a kettes számrendszerben 1100010111, a nyolcas számrendszerben 1427, a tizenhatos számrendszerben 317 alakban írható fel.
A 791 páratlan szám, összetett szám, azon belül félprím, kanonikus alakban a 71 · 1131 szorzattal, normálalakban a 7,91 · 102 szorzattal írható fel. Négy osztója van a természetes számok halmazán, ezek növekvő sorrendben: 1, 7, 113 és 791.
Középpontos tetraéderszám.
A 791 négyzete 625 681, köbe 494 913 671, négyzetgyöke 28,12472, köbgyöke 9,24823, reciproka 0,0012642. A 791 egység sugarú kör kerülete 4969,99958 egység, területe 1 965 634,833 területegység; a 791 egység sugarú gömb térfogata 2 073 089 537,3 térfogategység.